# 고마자와 대학
고마자와 대학(일본어: 駒澤大学, Komazawa University)은 일본의 유명 사립 대학이다. 일본 도쿄도의 사립대학군인 닛토코마센 중 하나이다. 1592년에 선불교의 일파인 소토슈가 세운 승려 학교를 기원으로 삼고 있으며 1925년에 고마자와 대학으로 개칭되었다.
도쿄도 세타가야구에 있다. 건학 정신은 행학일여(行学一如)와 신성경애(信誠敬愛)이다. 불교 연구를 위한 불교학과와 일본에서는 두 개뿐인 선학과를 운영한다. 일본에서 유일한 의료건강과학부도 2003년에 설치되었다. 불교학부, 문학부, 법학부, 경제학부, 경영학부, 의료건강과학부, 글로벌미디어학부의 7개 학부가 있다.
한국에서는 일제강점기에 여러 조선인 승려들이 이 학교에 유학하여, 옛 이름대로 조동종 대학으로도 알려져 있다.

## 출원 자격
- 1. 외국국적 소유자이며, 입학년도 4월 1일까지 만 18세에 달하는 자.
- 2. 대학 수업에 지장없을 정도의 일본어 능력을 지닌 자.
- 3. 일본에서 12년간 학교교육에 상당한 교육을 외국에서 수료한 자.
- 4. 문부과학성이 고등학교의 과정과 동등의 과정을 가지는 것으로 인정한 재외교육 시설의해당 과정을 수료한 자.
- 5. 외국에서 실시되는 대학입학자격시험에 합격한 자.
- 6. 외국에서 고등학교에 대응하는 학교의 과정을 수료한 자, 지정교육시설에서 일본대학에 입학하기 위한 준비교육 과정을 수료한 자.
- 7. 국제대학 입학 자격을 갖고 있는 자.
- 8. 본교에서 고등학교 또는 대학을 졸업한 자와 동급이상의 학력이 있다고 인정되는 자.

## 입학전형
- 일본유학 시험(일본어, 종합과목), 소논문, 면접

## 평균 학비
- 입학금 250,000엔
- 연간수업료 690,000~800,000엔

## 유학생 장학금 제도
- [일본학생 지원 기관장학금 ] [학내장학금] [조동종 관계장학금] [지방공공단체 ,민간공공단체 장학금]

## 연혁
- 1592년: 기치조지의 승려 학림으로 창립
- 1875년: 소토슈 전문학교본교 개교
- 1882년: 소토슈 대학림전문본교로 개칭
- 1904년: 소토슈 대학림 설치
- 1905년: 소토슈 대학으로 개칭
- 1913년: 학교 이전
- 1914년: 조선 출신 유학생 첫 입학
- 1925년: 고마자와 대학으로 개칭
- 1948년: 고마자와 고등학교 설치
- 1950년: 고마자와 단기대학 개설
- 1982년: 백주년기념당 건축

## 학교 생활

### 사회
고마자와 대학에는 160개가 넘는 동아리와 여러 운동부 등이 있다.

#### 축구
축구 팀은 간토 대학 축구 리그( ja:関東大学삭카-連盟)의 하나로 활동 중이다.

#### 야구
야구 팀은 " Tohto University Baseball League "에 속해 있다. (東都大学野球rig )

#### 에키덴
고마자와 대학 에키덴팀은 2000년, 2002년, 2003년, 2004년, 2005년, 2008년, 2021년, 2023년에 " Hakone Ekiden "에서 우승했다
- " Big Three 대학 역전 대회 "(三大大学駅伝)는 다음과 같다.
  - 이즈모 에키덴(出雲駅伝)
  - 전일본 대학(남자) 역전 선수권 (全日本大学駅伝)
  - 하코네 에키덴 (箱根駅伝)

#### 기타
- 가라데 :
- 권투 :
- 미식축구 ("블루 타이드") : " 칸토대학 미식축구협회 "
- 아이스 하키 :
- 농구 :
- 테니스 :
- 치어리딩 ("블루제이스") : "재단법인 일본치어리딩협회"(日本チアリーディング協会)
- 치어리딩 ("블루 페가수스") :
- 브라스 밴드 :
- 오케스트라 :
- 합창 :
- 만담 :

### 축제
- 가을 축제 : 문화제(일본)
- Blue Pegasus(応援指導部 ブルーペgass)의 텐마사이(天馬祭)

## 같이 보기
- 고마자와다이가쿠역
- 하나조노 대학